# غاكو كونيشي
غاكو كونيشي (باليابانية: 小西岳؛ بالكانا: こにし がく) هو ناشط إسبرنتو وفيزيائي ومترجم ياباني، ولد في 1934، وتوفي في 17 يناير 2018.